# Capsómero

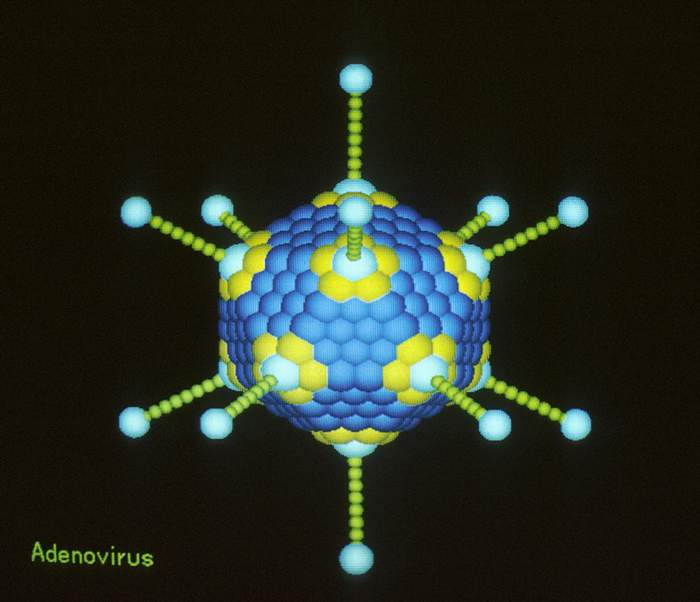
Diagrama de un adenovirus donde las moléculas de la cápside son claramente visibles.

Capsómero (de latín capsa, parte) son las subunidades morfológicas de la cápside, ya sea icosaédrica o helicoidal, una cubierta exterior de proteína o poliproteína que contiene el material genético de un virus. Los capsómeros se auto-ensamblan para formar la cápside. Están formados por grupos de moléculas proteicas idénticas (protómero) que están unidas por enlaces no covalentes y son visibles con microscopio electrónico. Cada capsómero puede estar constituido por una o varias proteínas. En el diagrama de un adenovirus adjunto, las moléculas de la cápside son claramente visibles.

## Capsómeros de cápsides icosaédricas

Cápside icosaédrica

Los capsómeros se pueden clasificar en función de su ubicación en la cápside. Por ejemplo, en una cápside icosaédrica, hay 12 vértices. Cada uno de estos doce vértices está ocupado por un pentámero. El pentámero se llama así porque tiene 5 capsómeros vecinos. En los espacios entre los pentámeros son hexámeros, que constituyen el grueso de una cápside icosaédrica. Estos tienen cada uno seis capsómeros vecinos. En una cápside icosaédrica, siempre será de 12 pentámeros, pero el número de hexámeros es variable.
En cápsides icosaédricas los capsómeros (unidades morfológicas) son poliproteínas constituidas por cinco o seis proteínas o monómeros proteicos (unidades estructurales). Estos monómeros proteicos también se denominan protómeros en algunos grupos de virus como los picornavirus. A su vez, en ciertos virus, los protómeros poseen distintos dominios proteicos denominados dominios RVC. Es común la creencia de que las caras de un virus icosaédrico coinciden con el número de monómeros o protómeros, pero no tiene por qué ser así.